# ماري كاثرين دي فيليديو
ماري كاثرين دي فيليديو (1640 - 20 أكتوبر 1683)، واسمها الأصلي ماري كاثرين ديسجاردان والمعروفة عادةً باسم مدام دي فيليديو، كانت كاتبة فرنسية متخصصة في المسرحيات والروايات والقصص القصيرة. رغم أن شهرتها تراجعت أمام كُتّاب آخرين من عصرها، مثل مدام دي لا فايت، وأهملها المؤرخون الأدبيون في القرنين التاسع عشر والعشرين، إلا أنها تشهد الآن إحياءً واهتمامًا متزايدًا بأعمالها الأدبية.

## سيرة
وُلدت مدام دي فيليديو في مدينة ألونسون، وكانت الابنة الثانية لغيوم ديسجاردان وكاثرين فيران، التي عملت وصيفة لزوجة الدوق هنري دي روهان-مونتبازون. بعد طلاق والديها عام 1655، انتقلت الفتاة البالغة من العمر خمسة عشر عامًا مع والدتها إلى باريس. حظيت بحماية دوقة روهان بفضل القصائد التي قدمتها لها. منحها الملك لويس الرابع عشر معاشًا سنويًا قدره 1500 ليفر. كما تم قبولها في أكاديمية ريكوفراطي في بادوا. وتوفيت في سان ريمي دو فال (سارت).
كانت مدام دي فيليديو غزيرة الإنتاج في نوع "الروايات التاريخية القصيرة" (nouvelles historiques) و"الروايات الغرامية القصيرة" (nouvelles galantes)، اللذين بدأ ظهورهما في فرنسا خلال ستينيات القرن السابع عشر. تميزت هذه الروايات القصيرة باهتمامها بالحب، والتحليل النفسي، والمآزق الأخلاقية، والقيود الاجتماعية. و كانت الأحداث تدور في إطار تاريخي، كان هذا الإطار غالبًا ما يرتبط بالماضي القريب، ورغم احتوائها على العديد من المفارقات الزمنية، إلا أنها أظهرت اهتمامًا متزايدًا بالتفاصيل التاريخية، مما جعلها تُعرف بـ"الروايات التاريخية القصيرة".
أما الروايات التي سردت "التاريخ السري" لأحداث شهيرة وربطت الحبكة عادةً بمكائد عاطفية، فقد عُرفت باسم "الحكايات الغرامية" (histoires galantes). ويُعتبر اضطرابات الحب (Les Désordres de l’Amour) أبرز أعمال مدام دي فيليديو في هذا النوع الأدبي.
يُعد مذكرات حياة هنرييت سيلفي دي موليير (Mémoires de la vie d'Henriette-Sylvie de Molière) تحفتها الأدبية الأبرز، وهو رواية تُشبه المذكرات وتتميز بواقعية لافتة، مستوحاة من أسلوب الرواية البيكارسكية. تسرد الرواية بأسلوب شيّق المصاعب الاقتصادية والعاطفية التي تواجهها شابة في المجتمع الفرنسي المعاصر آنذاك.
إلى جانب رواياتها، ألفت مدام دي فيليديو ثلاث مسرحيات:
- الكوميديا التراجيدية مانليوس (Manlius)، التي قُدمت بنجاح نقدي من قبل ممثلي Hôtel de Bourgogne عام 1662. أثارت المسرحية جدلًا بين جان دونو دو فيزي وفرانسوا هيدلان، المعروف بالأب أوبينياك، حول دقتها التاريخية.
- المأساة نيتيتيس (Nitétis)، التي عُرضت في 27 أبريل 1663.
- الكوميديا التراجيدية المُفضَّل (Le Favori)، التي قُدمت في Théâtre du Palais-Royal في باريس في 24 أبريل 1665، ثم في قصر فرساي في 13 يونيو 1665.

توفيت في قصرها في كلينشيمور في عام 1683.

## اقتباس
| « | "الحب هو القوة وراء كل المشاعر الإنسانية الأخرى." | » |

## ملحوظات
1. 1 2  Babelio | Marie-Catherine-Hortense de Villedieu (بالفرنسية), QID:Q2877812
2. ↑  Donna Kuizenga, DLB 268, p. 385.